# 丹格里加

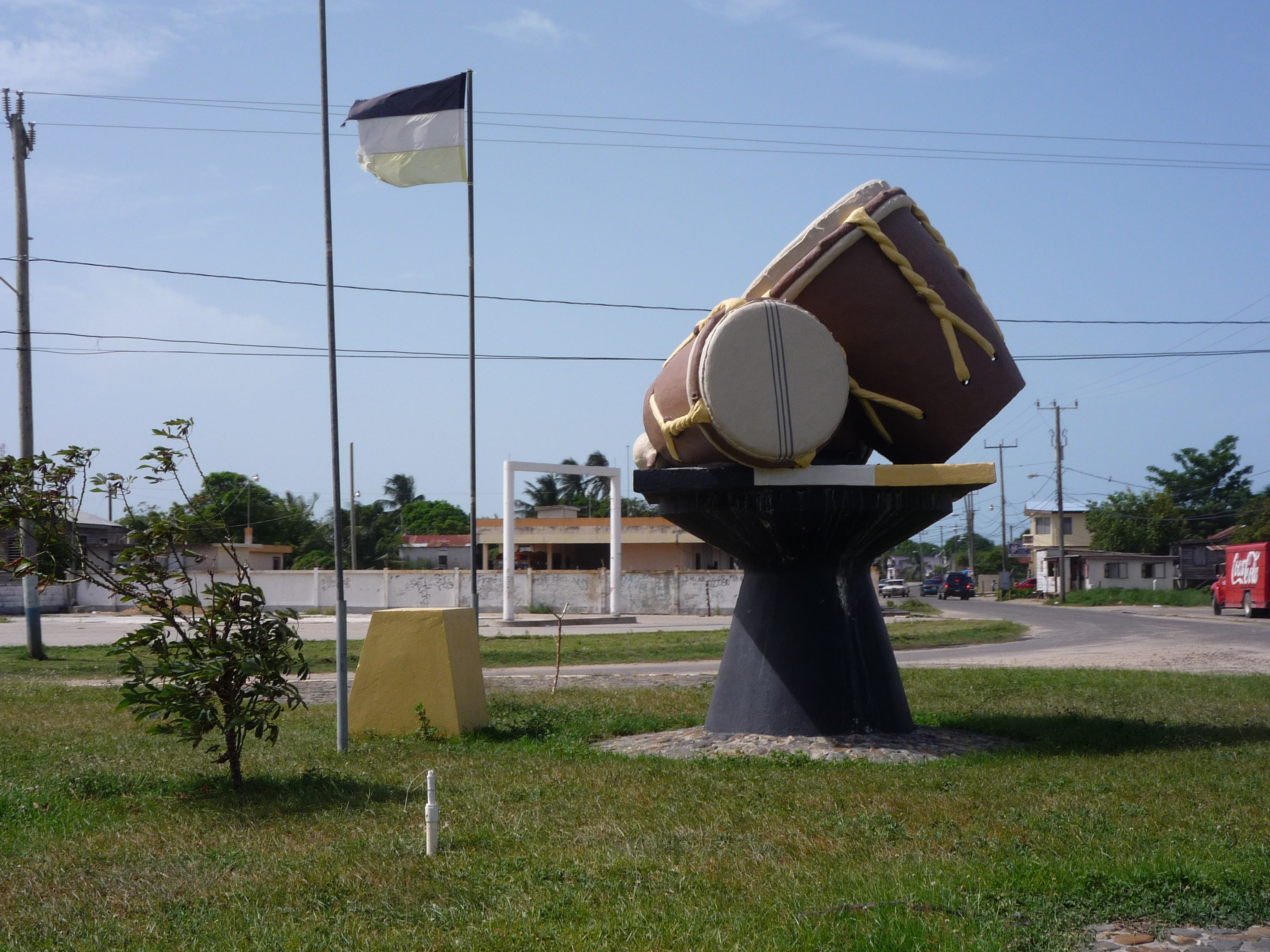

丹格里加是伯利茲的城鎮，也是斯坦克里克區的首府，位於該國東部加勒比海沿岸，處於海拔水平面，2010年人口9,096，居民主要是來自南美洲和非洲的麥士蒂索人。

## 城市名稱
英語名稱為。
華語名稱方面，台灣譯名為「丹格瑞克市」；大陸譯名為「丹格里加鎮」。

## 外部連結
- Official Dangriga website

16°58′N 88°13′W / 16.967°N 88.217°W